# Museum van de kustzweden
Het Museum van de Kustzweden is een openluchtmuseum in de Estse stad Haapsalu. Opgericht in 1992, heeft het als doel de geschiedenis en het culturele erfgoed van de kust-Zweden in West-Estland te onderzoeken, behouden en presenteren. Gevestigd in een huis ingewijd door Koning Carl XVI Gustaf van Zweden, biedt het museum een unieke kijk op de duizendjarige nederzettingen van de Estse Zweden. Een tentoonstelling omvat een 20-meter lang geborduurd tapijt dat het leven van de Estse Zweden weergeeft. Het museum organiseert regelmatig evenementen, waaronder traditionele bruiloftsfeesten en de bouw van traditionele kust-Zweedse boten. De instelling huisvest ook een uitgebreide onderzoeksbibliotheek en bevordert samenwerking met universiteiten voor voortdurende studie naar het leven en de geschiedenis van de Estse Zweden. Als een cultureel centrum biedt het museum diverse activiteiten aan bezoekers, variërend van tentoonstellingen tot boottochten en conferenties. Daarnaast draagt het museum de verantwoordelijkheid voor het beheer van het Ruhnu-museum op het gelijknamige eiland.
Museum van de kustzweden · Ruhnu-museum